# Jatijaya
Jatijaya is een bestuurslaag in het regentschap Tasikmalaya van de provincie West-Java, Indonesië. Jatijaya telt 3158 inwoners (volkstelling 2010).